# Сіді ібн Ібрагім аль-Тарас
Сиди ібн Ібрагім ібн Хасдай аль-Тарас (іврит: סידי בן אברהם בן חסדאי אלתראס) (арабська: سيدي بن ابراهيم بن حدادي التاراس) також називають Сідіи ібн аль-Тарас -  сефардський караїмський учений ХІ століття.
Народився в сім'ї Аль-Тарас в Кастилії, Іспанія, близько 1065 року. У кількох джерелах, написаних Йосипом бен Цадіком та Авраамом ібн Даудом, йдеться про те, що в перші роки Аль-Тарас став учнем караїмського вченого Єшуа бен Єгуди. Зрештою він повернувся до Іспанії, поселившись коло Андалусії, де намагався знайти караїмських послідовників серед равіністів. Це зробило Аль-Тараса надзвичайно суперечливою фігурою, що призвело до вигнання караїмів у Кастилії Альфонсом VI, на якого місцеві єврейські громади чинили тиск.